# Magic Affair
Magic Affair — німецький євроденс проект, заснований у 1993 році Майком Стаабом (англ. Mike Staab). До 1994 року музичний колектив був відомий під назвою Mysterious Art.

## Історія
Magic Affair виникла спільно з групою Mysterious Art, яка в 1989 році очолювала німецькі чарти з їх синглами, такими як «Das Omen — Teil 1» і «Carma — Omen 2». Засновником та продюсером групи є Майк Стааб. Його перша композиція «Omen» була написана ним у кінці 80-х років, в 1989 році зайняла перші місця у престижних хіт-парадах і утримувала лідерство впродовж усього року. Далі був написаний сингл «Omen 2». «Omen 3» отримав широке розповсюдження і став платиновим в Німеччині, а в Австралії — золотим.
Через деякий час, а саме в 1994 році, група вирішила змінити назву на Magic Affair. В кінці 1994 році були написані ремікси до популярних хітів. Танцювальний хіт «Give Me All Your Love» був удостоєний престижної нагороди «Echo Award» в Німеччині.
У творчому колективі не обійшлося і без конфліктів. Вокалістка Франка Моргана (Franca Morgana) та Ей Кей Свіфт (A. K. Swift) не змогли прийти до єдиного консенсусу, в результаті останній залишає групу. На його місце приходить інша творча особистість — Альфонсо Даніель Морган (Alfonso Daniel Morgan). У процесі створення нових танцювальних пісень продюсер, а також всі інші члени команди чудово усвідомили, що замінити колишнього репера Свіфта неможливо, тому його попросили повернутися в групу. Через невеликий термін він покидає групу остаточно, але вже не один, а разом з вокалісткою Франкою Морганою і вирішують займатися сольними кар'єрами.
У 1995 році новими вокалістками і виконавцями пісень групи стали Аніта Девіс (Anita Davis) і Джанет де Лара (Jannet De Lara). Аніта Девіс була американкою, свою ранню кар'єру проходила в Нью-Йорку, в Бродвеї, саме там вона навчилася співати і танцювати. Найпопулярніші сингли, виконані Анітою Девіс, є «Energy Of Light», «World Of Freedom» та «The Rhythm Makes You Wanna Dance».
У 1996 році виходить наступний альбом під назвою «PhenOMENia», продюсером якого став Cyborg, а над участю записі брали інші знаменитості, зокрема поп-діва Glori і Daisy Dee. У цьому ж році в групу входить репер Raz-ma-Taz, а якщо бути точніше, то приходить на заміну вокалістки Жаннет Де Лара, який до переходу в Magic Affair працював у Erotic. У листопаді записує трек «Bohemian Rhapsody», який був ремейком на однойменну пісню групи Queen. В подальшому, цей танцювальний мікс увійшов у збірку «Queen Dance Traxx I», який був збірником ремейків на найпопулярніші пісні групи Queen.
29 вересня 1997 році Magic Affair випустив сингл «The Night Of The Raven», 25 лютого 1998 року «Break These Chains», 11 травня 1998 року «Sacrifice», а 2 березня 1999 року «Miracles». Після довгих років затишшя, 10 грудня 2003 року Magic Affair випустила хіт «Fly Away», а 15 березня наступного року було написано та випущено максі-сингл «Fly Away».
Майк Стааб помер у віці 49 років 11 травня 2009 року від серцевого нападу.
У 2014 році група знову повернулася з новим матеріалом і новим учасником, яким став репер Nitro.
Nitro є одним з найбільш успішних реперів у Німеччині. 

У пошуках нових ідей, Nitro зустрічається з Франкою Моргано, вражений її енергією і талантом він планує створити Magic Affair 2.0.

## Дискографія

### Сингли
- 1993 — «Omen III» — UK #17
- 1994 — «Give Me All Your Love» — UK #30
- 1994 — «In the Middle of the Night» — UK #38
- 1994 — «Fire»
- 1995 — «The Rhythm Makes You Wanna Dance»
- 1996 — «Energy of Light»
- 1996 — «World of Freedom»
- 1996 — «Bohemian Rhapsody»
- 1997 — «Break These Chains»
- 1997 — «Night of the Raven»
- 1998 — «Sacrifice»
- 1999 — «Miracles»
- 2003 — «Fly Away»
- 2014 — «Hear the Voices»

### Альбоми
- 1994 — Omen... The Story Continues
- 1996 — PhenOMENia